# نادین شاه

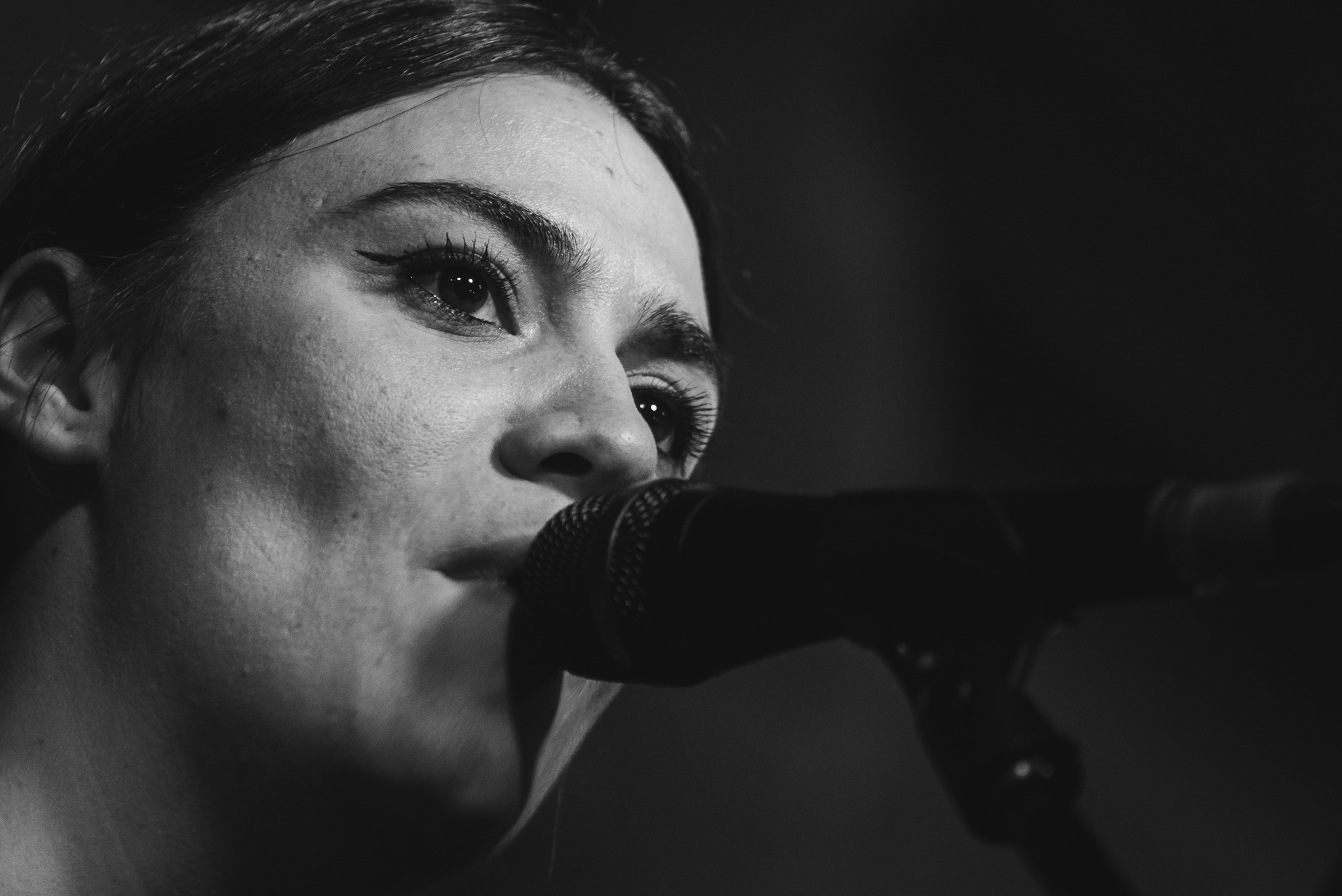
نادین شاه

نادین پترا کاتارینا شاه معروف به نادین شاه (زاده ۱۶ ژانویه ۱۹۸۶) خواننده، ترانه‌سرا و موسیقی‌دان بریتانیایی است.

## پیشینه
نادین شاه در شهری ساحلی به نام ویت‌برن در منطقه تاینساید جنوبی واقع در شمال شرق بریتانیا، از مادری انگلیسی و نروژی‌تبار اهل ساوت شیلدز و پدری پاکستانی به دنیا آمد. او در ۱۷ سالگی به لندن نقل مکان کرد تا کار خود را به عنوان خواننده جاز آغاز کند. مدت کوتاهی پس از اقامت در لندن، او با ایمی واینهاوس دوست صمیمی شد.

## کارنامه حرفه‌ای

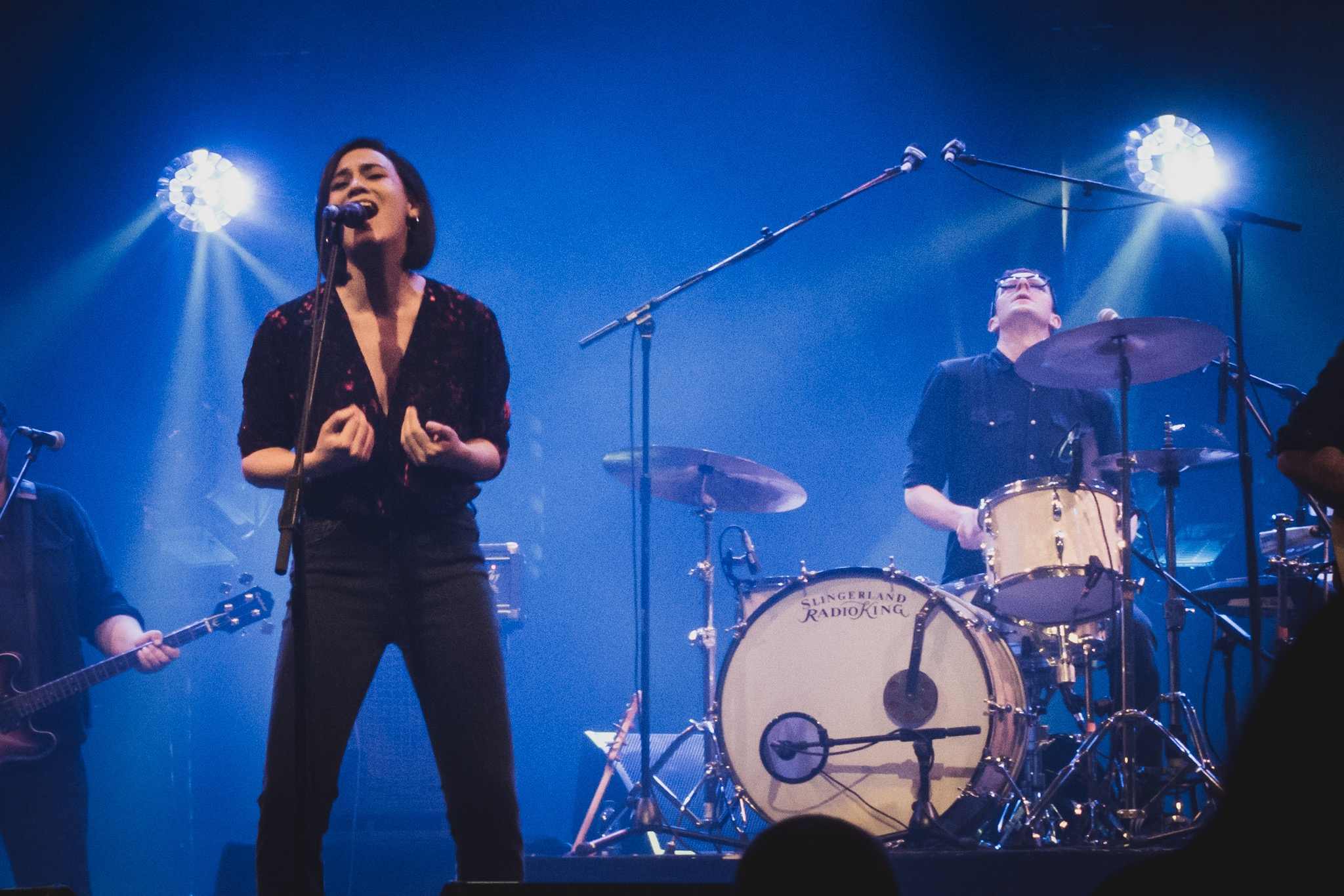
نادین شاه در کنسرت

آلبوم اول او که Love Your Dum and Mad نام داشت و با همکاری بن هیلیر تولید شده بود، تا حد زیادی الهام‌گرفته و تحت تاثیر مرگ تراژیک دو مرد جوان بود. نادین شاه در این باره گفته است: «در مدتی که آهنگ‌های این آلبوم نوشته می‌شدند، دو دوست بسیار نزدیک من دست به خودکشی زدند». نادین شاه از هنرمندانی است که مجدانه درباره انگ‌های اجتماعی که به افراد مبتلا به بیماری‌های روانی زده می‌شود صحبت می‌کند.
نادین شاه و بن هیلیر، دومین آلبوم خود با عنوان Fast Food را در آوریل ۲۰۱۵ منتشر کردند. نادین شاه همچنین در دو ترانه از آلبوم Shedding Skin اثر گوست‌پوئت که در مارس ۲۰۱۵ منتشر شد، به عنوان خواننده مهمان شرکت داشت.
در فوریه ۲۰۱۶، هیلیر و نادین شاه برای تئاتر کارتر را بگیرید موسیقی متن نوشتند که شامل برخی قطعات اصیل و بازآفرینی برخی قطعات گروه انیمالز بود.

آلبوم سوم نادین شاه با نام Holiday Destination در اوت ۲۰۱۷ منتش شد. تهیه‌کننده این آلبوم هیلیر بود که در بند اجرای زنده نادین شاه درامز هم می‌نوازد. این آلبوم در سال ۲۰۱۸ نامزد دریافت جایزه مرکوری شد.

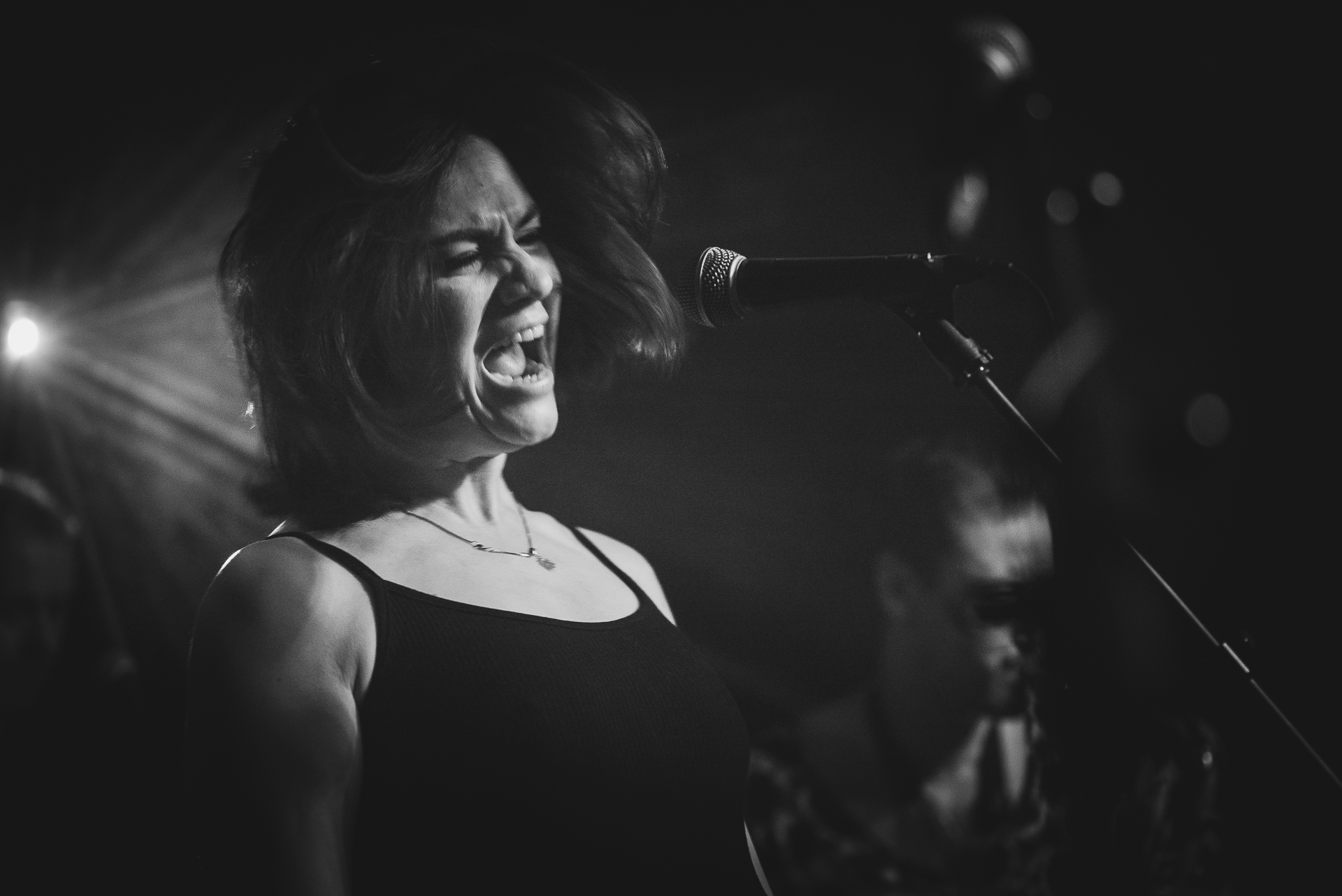
نادین شاه در سال ۲۰۱۶

چهارمین آلبوم استودیویی نادین شاه با نام Kitchen Sink در ۲۶ ژوئن ۲۰۲۰ منتشر شد و مورد استقبال و تحسین منتقدان قرار گرفت.
نادین شاه را با زنان هنرمند دیگری مانند پی‌جی هاروی و سوزی اند د بنشیز مقایسه کرده‌اند و او به خاطر صدای بم و نمایشی‌اش مورد توجه خاص قرار گرفته است.

## زندگی شخصی
نادین شاه در مصاحبه‌ای با جان فریمن تاکید کرد که سلامت روانی اهمیت بسیار زیادی برای او دارد. او خود را مسلمان می‌داند و درباره فعالیتش در حوزه موسیقی گفته است که اگر فعالیت هنری من «باعث شود هر زن جوان مسلمانی گیتاری به دست بگیرد و آهنگی بنوازد، بسیار هم عالی است». شاه از اندومتریوز رنج می برد.
او با فیلمسازی به نام متیو کامینز ازدواج کرده و در رامس‌گیت واقع در منطقه کنت زندگی می‌کند.

## دیدگاه‌های سیاسی
در نوامبر ۲۰۱۹ در آستانه انتخابات سراسری بریتانیا، نادین شاه و ۳۴ موسیقی‌دان دیگر، نامه‌ای در حمایت از جرمی کوربین، رهبر حزب کارگر، امضا کردند و خواستار پایان ریاضت اقتصادی شدند.  در سال ۲۰۲۰، نادین شاه از رهبر جدید حزب کارگر، کی‌یر استارمر، حمایت کرد.

## لینک های خارجی
- Freeman, John (13 November 2012). "Introducing: Nadine Shah". The Line Of Best Fit. Retrieved 23 December 2013.
- Tucker, Paul (8 January 2013). "Ones to Watch #464: Nadine Shah". Clash Magazine. Retrieved 23 December 2013.
- Lester, Paul (5 October 2012). "Nadine Shah (No 1,366)". The Guardian. Retrieved 23 December 2013.
- Nadine Shah at AllMusic
- ترانه‌شناسی نادین شاه در دیسکاگز